# Cryptoscatomaseter captivus
Cryptoscatomaseter captivus är en skalbaggsart som beskrevs av Cartwright 1944. Cryptoscatomaseter captivus ingår i släktet Cryptoscatomaseter och familjen Aphodiidae. Inga underarter finns listade i Catalogue of Life.